# Limassol Salt Lake
Der Limassol Salt Lake, auch Akrotiri Salt Lake, ist ein 2171 Hektar großer Salzsee  auf Zypern. Er liegt auf der Halbinsel Akrotiri und ist das größte Gewässer des Landes sowie der größte Salzsee im östlichen Mittelmeer.
Er ist einer der einzigen auf Zypern gelegenen natürlichen Seen, die salzig bzw. halbsalzig sind. Es gibt nur vier andere:
- Salzsee von Larnaka
- Paralimni-See
- Athalassa-See
- Oroklini-See

## Lage
Der See liegt auf der Akrotiri-Halbinsel im Süden Zyperns. Zwei Kilometer nordwestlich befindet sich die Stadt Limassol und südlich des Sees das Dorf Akrotiri mit dem Akrotiri Environmental Education Centre. Das Gebiet des Sees gehört zum britischen Überseeterritorium Akrotiri und Dekelia. Der See ist dreimal so groß wie der Salzsee von Larnaka weiter im Osten der Insel Zypern.

## Ökosystem
Durch geologische Veränderungen wurde die einstige Lagune vom Meer abgeschnitten.
Seine elf unterschiedlichen Arten von natürlichen Lebensräumen, 13 endemische und seltene Pflanzenarten sowie 45 Vogelarten machen den See zu einem bedeutenden Naturschutzgebiet. Er ist ein Feuchtschutzgebiet nach den Richtlinien der Ramsar-Konvention und hier unter den britischen Ramsargebieten gelistet. Im Jahr 2012 wurde der See Teil des Akrotiri Peninsula Environmental Management Plan, dadurch soll der Erhalt dieses Naturschutzgebietes zukunftssicher gemacht werden.
Das ganze Gebiet um den See besteht aus zwei unterschiedlichen Bereichen, die hydrologisch miteinander verbunden sind. Der größere der beiden Bereiche ist der Salzsee mit den Sandflächen in der Mitte der Halbinsel. Am Seeufer befinden sich mehrere Salzwiesen mit einer typischen Salzpflanzenvegetation. Der Eukalyptuswald an der Nordseite des Sees ist ein wichtiges Rastgebiet, in dem man verschiedene Greifvogelarten antreffen kann. Der zweite Bereich sind die Fassouri-Sümpfe im Nordosten des Salzsees. Die Sümpfe bestehen aus unterschiedlichen Arten von Süßwasser-Lebensräumen wie Weidensümpfen und Schilfröhricht. Der Wasserzufluss zum See besteht hauptsächlich aus Niederschlägen und in geringem Maße aus Meerwasser, das bei Stürmen über die flachen Strandabschnitte im Osten in den See geweht wird. Aus diesem Grund trocknet der nur etwa 1 m tiefe See im Sommer regelmäßig aus.

## Fauna
Die Strände am Limassol Salt Lake werden von Grünen Meeresschildkröten und Unechten Karettschildkröten (Caretta caretta) als Eiablage verwendet. In den flachgründigen Brackwassertümpeln findet die salztolerante Zyprische Wechselkröte ideale Laichplätze. Für viele Vogelarten ist der See Brut- oder Rastplatz oder, wie für die Rosaflamingos (Phoenicopterus roseus), ein wichtiges Winterquartier. Die Tiere sind in manchen Jahren so zahlreich, Schätzungen gehen von einer Population bis zu 20.000 Tieren aus, die hier den Winter verbringen, dass die Stützpunktzeitschrift der RAF Akrotiri nach ihnen benannt ist. Aber auch Greifvögel wie die Rohrweihe verbringen den Winter hier. 2015 wurde zum ersten Mal die Sichtung eines schwarzen Flamingos dokumentiert.
Für Zugvögel wie Schlangenadler, Rotfußfalken und Bienenfresser stellt der See einen wichtigen Rastplatz dar. Für die Jungfernkraniche ist der Limassol Salt Lake sogar der vielleicht wichtigste Rastplatz in der westlichen Paläarktis, an dem sie im August für einige Wochen anzutreffen sind.

## Flora
Im Bereich des Sees wachsen einige sehr seltene Pflanzenarten, die zum Teil nur auf Zypern vorkommen, zu diesen endemischen Arten gehören unter anderem die, zu der Familie der Hundskamillen gehörende, Anthemis tricolor, die Centaurea calcitrapa angusticeps, eine Unterart der Stern-Flockenblume, und die Nelken-Art Dianthus strictus subsp. Troodi. Zu den Arten, die eine wesentlich weitere Verbreitung haben, gehören der Geißkleeartige Hornklee und der Strand-Lein Linum maritimum. Diese Arten kann man im gesamten Mittelmeerraum antreffen. Mit Kotschys Ragwurz Ophrys Kotschyi befindet sich auch eine Orchideen-Art unter den Pflanzen, die rund um den See anzutreffen sind.